# Desmodium bolsteri
Desmodium bolsteri är en ärtväxtart som beskrevs av Elmer Drew Merrill och Robert Allen Rolfe. Desmodium bolsteri ingår i släktet Desmodium och familjen ärtväxter. Inga underarter finns listade i Catalogue of Life.